# Spoorijzer

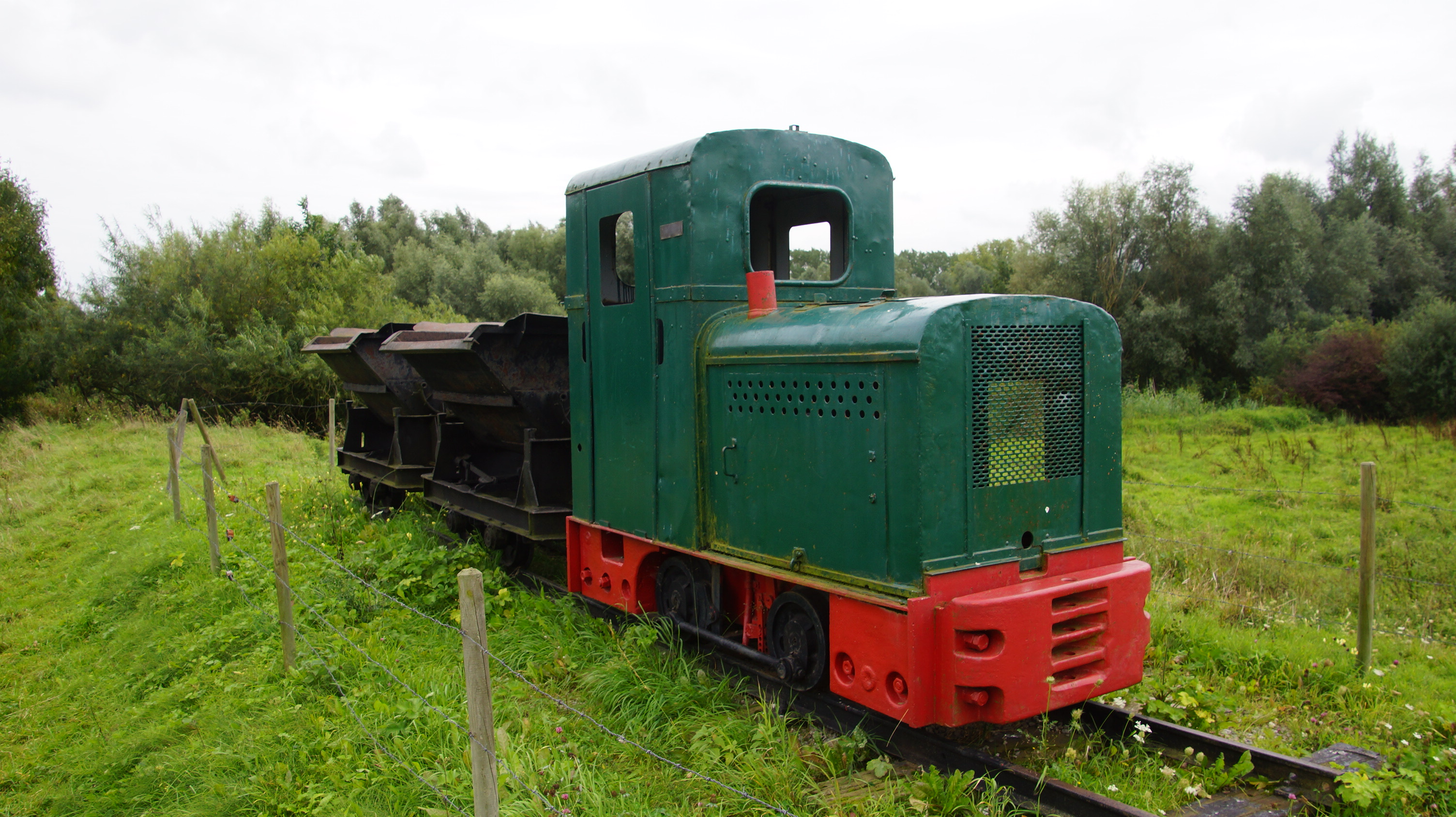
Spoorijzer N.V. Delft, No 1252 uit 1956

Spoorijzer was een Nederlandse importeur, fabrikant en verhuurder van spoorwegmaterieel voor smalspoor, met name veldspoor. Het bedrijf was gevestigd te Delft.

## Geschiedenis
In 1926 begon J.C. Goudriaan uit Den Haag een handel in spoormaterieel onder de naam Industrie- en Export Maatschappij. Dit bedrijf werd in 1925 geliquideerd, waarna het onroerend goed werd ingebracht in de NV Spoorwegmaterieel en IJzerconstructie. Naast import van locomotieven van onder andere Orenstein & Koppel en van Deutz werd gehandeld in goederenwagons en rails. Ook werd smalspoormaterieel verhuurd, onder andere aan de Heidemaatschappij. Het bedrijf heette vanaf 1942 Spoorijzer N.V.
Na de Tweede Wereldoorlog werd Spoorijzer alleenimporteur van de locomotieven van Ruston & Hornsby. Het bedrijf legde zich ook toe op de productie van spoor, lorries, wagens en locomotieven en reviseerde daarnaast vooroorlogse locomotieven van Deutz en van Orenstein & Koppel.
In de jaren vijftig bouwde Spoorijzer een honderdtal smalspoorlocomotieven die de paardentractie bij de baksteenfabricage moesten vervangen. In de jaren zestig stootte Deutz haar smalspooractiviteiten af en kreeg Spoorijzer een licentie voor het bouwen van de smalspoorlocomotieven van Deutz. Ook bouwde het bedrijf vorkheftrucks in licentie.
Als gevolg van naoorlogse ontwikkelingen in het transport had Spoorijzer ernstig te lijden onder het vele malen efficiënter opererende wegtransport. Ook de verslechterde verhoudingen met Indonesië en de mijnsluitingen in Limburg zorgden voor problemen. In 1967 werd Spoorijzer overgenomen door het bouwconcern Nederhorst, dat het samenvoegde met Pletterij Enthoven Delft. Deze combinatie - Pletterij-Spoorijzer Delft - werd in 1969 Nederlandse Constructiebedrijven en Machinefabrieken (NCM) genoemd. Na een serie reorganisaties, waarbij de vestiging te Delft in 1974 werd gesloten, ging Nederhorst failliet en werden alle activiteiten van Spoorijzer/NCM beëindigd.

## Producten
- Acht locomotieven voor de Atjeh Tram in Indonesië (750 mm).
- Railtractoren RT8, RT10 en RT11